# モーニングウッド (アルバム)
『モーニングウッド』(Morningwood) は、アメリカ合衆国のロックバンド、モーニングウッドのデビューアルバムである。

## 収録曲
- Nü Rock
- Televisor
- Nth Degree
- Jetsetter
- Take Off Your Clothes
- Body 21
- Easy
- Babysitter
- New York Girls
- Everybody Rules
- Ride the Lights
- Knock On Wood - 日本盤ボーナス・トラック